# Митищі
Мити́щі (рос. Мытищи) — північне місто-супутник Москви, адміністративний центр Митищинського міського округу Московської області Росії. Розташоване на річці Яуза за 19 км на північний схід від центру Москви. Є одним з найбільших наукових та промислових центрів Московської області. Тут розташований машинобудівний завод «Метровагонмаш». Місто є залізничним вузлом на лінії Москва — Ярославль.

## Історія
Митищі вперше згадується як село 1460 року (з XIX століття — Великі Митищі). Назва походить від д.-рус. мытище («місце колишньої митниці»). Колись існував стародавній водний шлях з р. Москви в басейн Клязьми, що йшов вверх по річці Яузі до місця сучасних Митищ, де був семикілометровий волок до р. Клязьма. Митниця розташовувалася на початку волока біля Яузи.

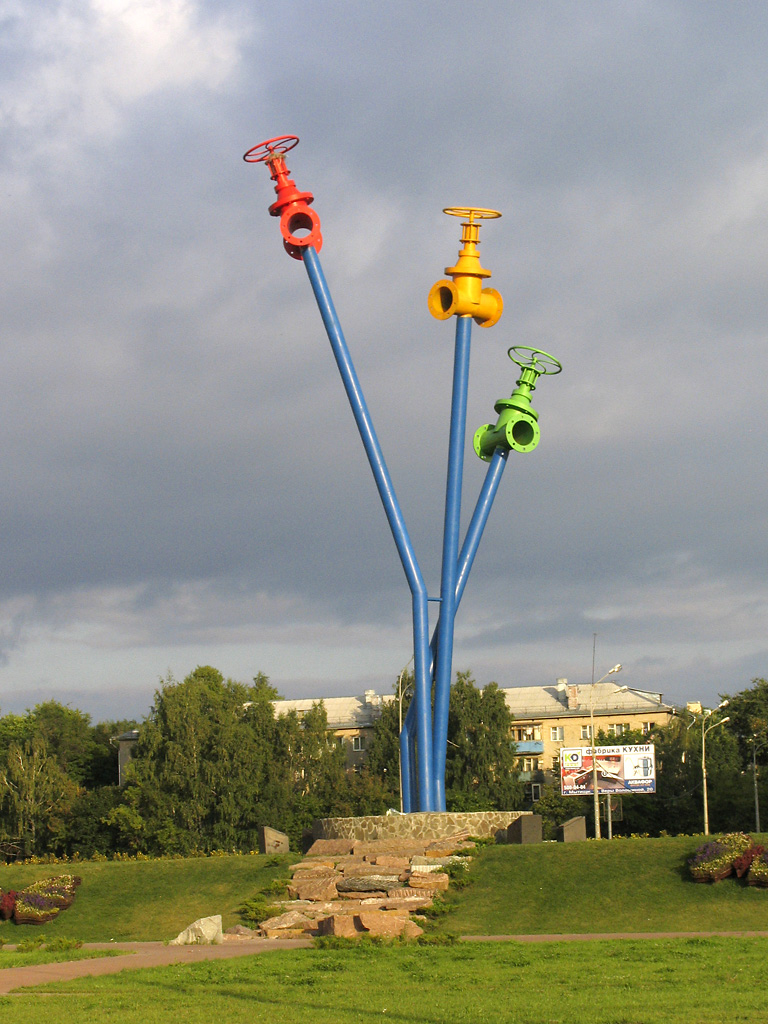
Пам'ятник на честь 200-річчя першого російського водопроводу

 У XIV столітті яузький шлях був занедбаний, стягання мита припинилося. Перша згадка про Яузьке митище належить до 1460 р., у писцевих книгах 1628 р. згадується село на Митищах, а в 1631—1633 рр. — село Митищі. На плані Генерального межування 1784 р. поруч села показаний і присілок «Новоселки, Митищі теж». У списку населених місць 1862 року вони значаться відповідно село Великі Митищі і присілок Малі Митищі.
У 1779—1804 роках з Митищ в Москву було прокладено перший російський Митищинський водопровід (вода з Митищинських джерел пускалася самопливом). У середині XIX століття у Митищах були побудовані перші підприємства.
1862 року до Великих Митищ було прокладено залізницю, неподалік від села побудована станція Митищі. У 1929 році залізничну ділянку «Москва — Митищі» було електрифіковано (другою в СРСР). Напруга на гілці становить 1,5 кВ (за постійного струму).
17 серпня 1925 року Митищі отримали статус міста. Ядром його стали пристанційне селище Митищі і робітниче селище при Митищинському вагонобудівному заводі. У 1932 році в межу міста включене й село Великі Митищі.

## Символіка
Місто Митищі має власну символіку: герб та прапор. Основою міського герба є зображення акведука, за яким пропливає золота лодія з кінською головою. Основні кольори герба: синій, жовтий та зелений. Міську символіку ухвалено 28 березня 2006 року.

## Міський округ

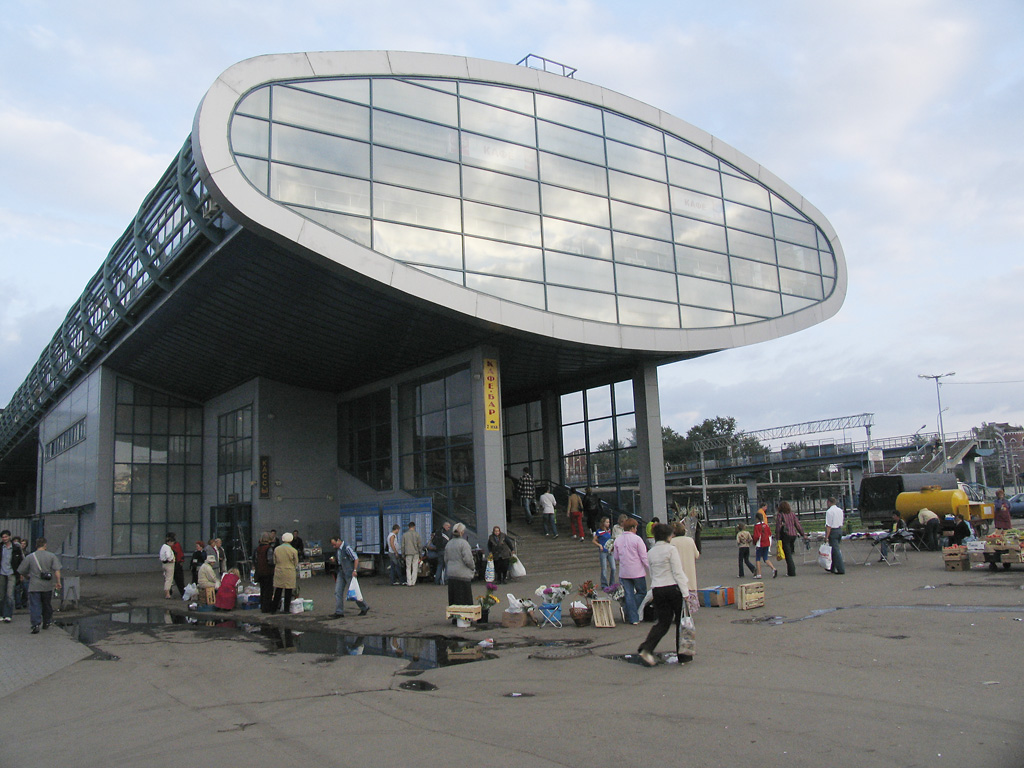
Залізничний вокзал у Митищах

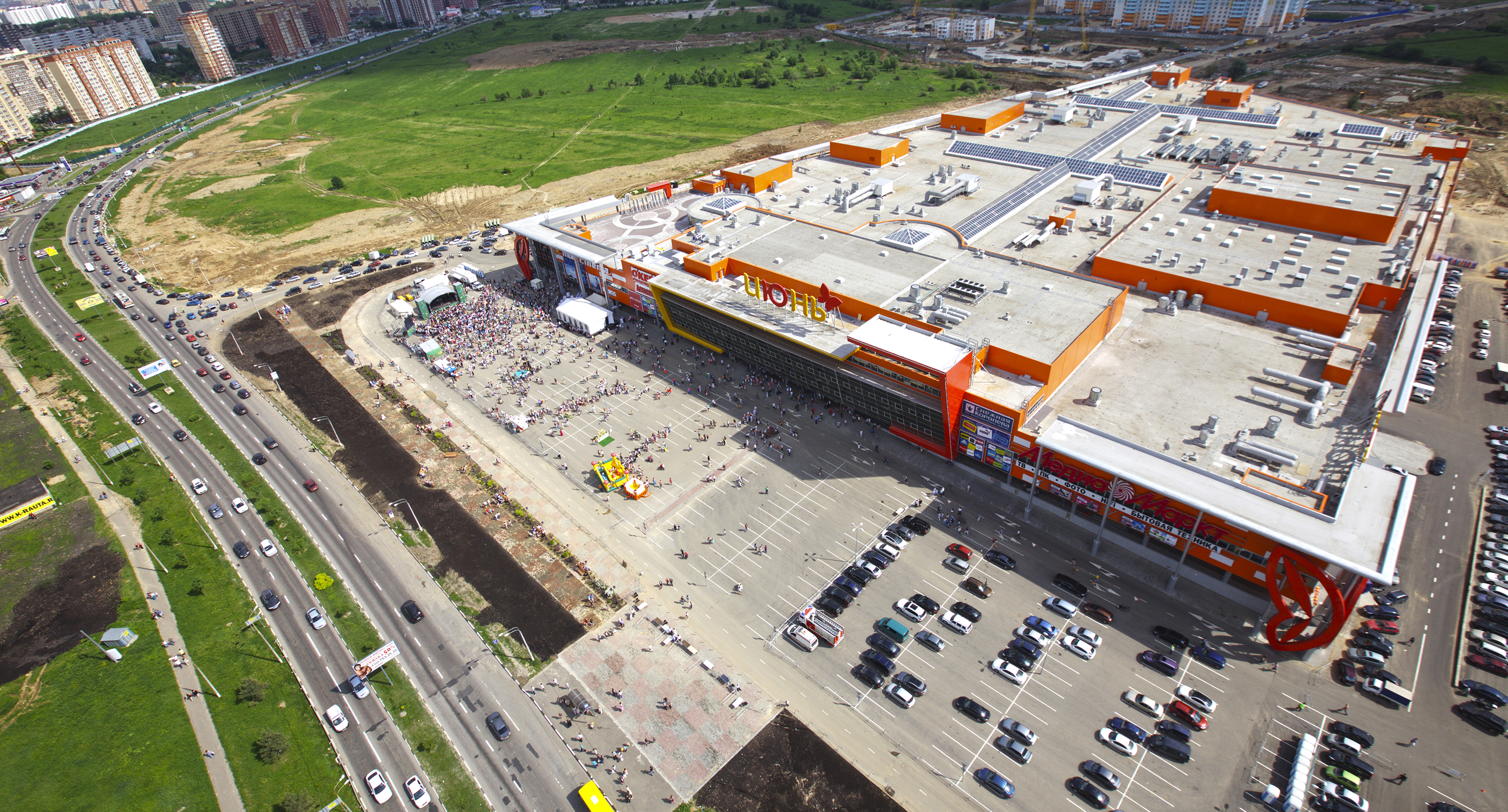
Торгово-розважальний центр «Червень»

Міське поселення Митищі має площу 15110 гектарів, що складає третину Митищінського муніципального району. Міське поселення Митищі має площу 15110 гектарів, що складає третину Митищінського муніципального району. До складу міського поселення входять 1 місто, 2 села, 7 селищ і 15 присілків.

## Промисловість
У Митищах виробляють вагони для метро, автосамоскиди, електронну апаратуру, кабельну продукцію, вовняні тканини, унікальні скульптури, дорожні знаки. Основними підприємствами міста є ЗАТ «Метровагонмаш», Митищинський приладобудівний завод, Мосстройпластмасс.

## Транспорт
Митищі мають добре транспортне сполучення з Москвою та іншими містами Московської області. До Ярославського вокзалу Москви електропоїзди з Митищ їдуть з інтервалом у кілька хвилин.

## Населення
| Рік  | тис. чол | рік  | тис. чол | рік  | тис. чол | рік  | тис. чол |
| ---- | -------- | ---- | -------- | ---- | -------- | ---- | -------- |
| 1897 | 1.0      | 1973 | 125      | 1998 | 154.5    | 2010 | 164.6    |
| 1926 | 10.6     | 1976 | 134      | 2000 | 155.7    | 2011 | 173.2    |
| 1931 | 23.1     | 1979 | 140,7    | 2001 | 156.1    | 2012 | 175.10   |
| 1939 | 60.1     | 1982 | 148      | 2003 | 159.9    | 2013 | 178.7    |
| 1959 | 98.6     | 1986 | 151      | 2005 | 161.5    | 2014 | 183.2    |
| 1962 | 107      | 1989 | 154.1    | 2006 | 161.8    | 2015 | 187,1    |
| 1967 | 112      | 1992 | 154.1    | 2007 | 162.7    |      |          |
| 1970 | 118,7    | 1996 | 152.3    | 2008 | 163.4    |      |          |

## Наука, освіта

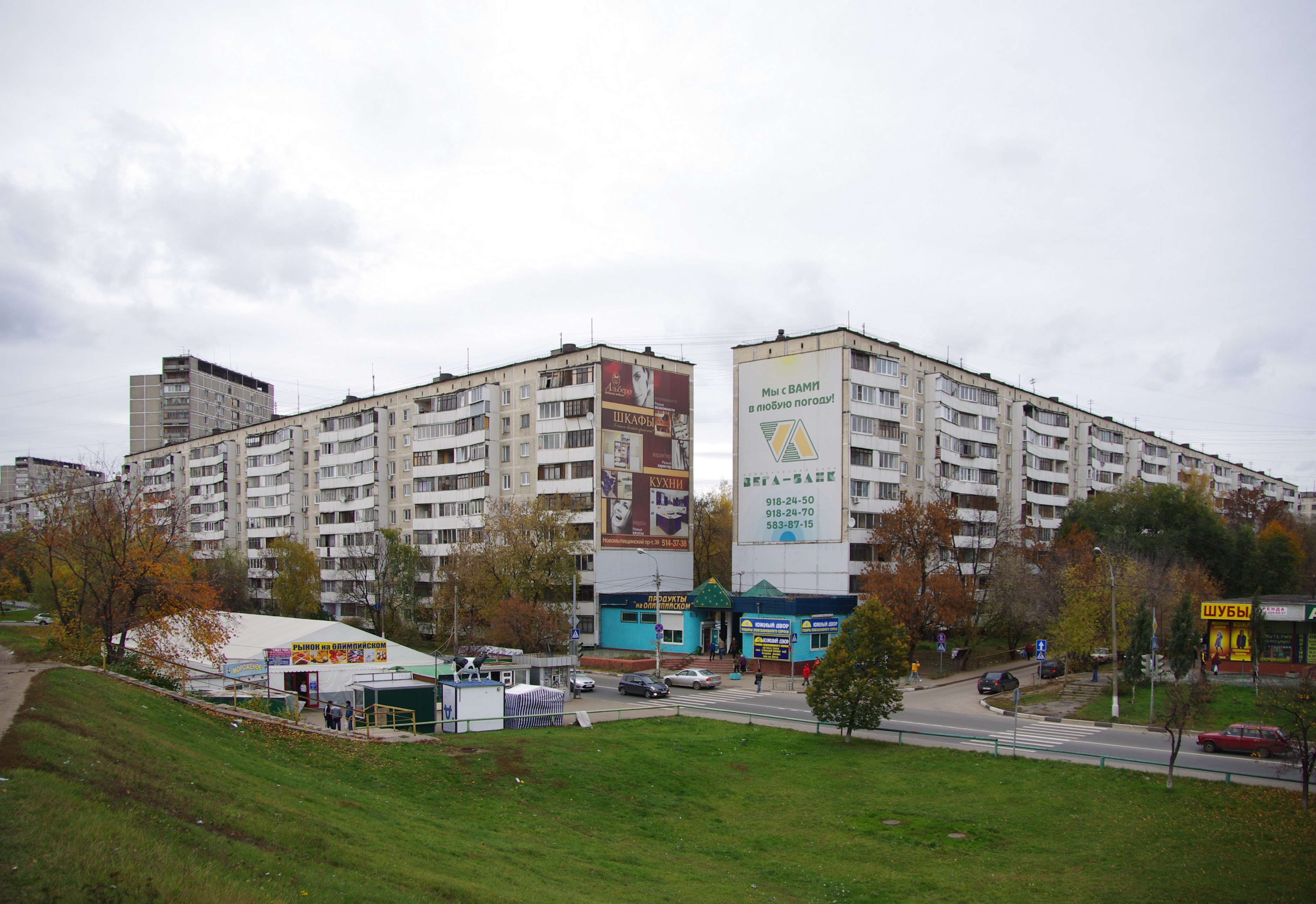
Олімпійське селище у Митищах

У місті Митищі розташовано ряд науково-дослідних інститутів та конструкторських бюро, серед них НДІ гігієни, КБ кабельної промисловості, НДІ радіовимірювальних приладів, КБ автотранспортного устаткування, НВО «Хімволокно»
Також у Митищах розташовано філії деяких московських вищих навчальних закладів, а саме Московського державного університету лісу, Митищинська філія Московського державного будівельного університету, Російський університет кооперації.

## Природа
Територія міського поселення багата на ліси, водойми, що створює унікальні можливості для відпочинку та туризму. Тут розташована частина Лосиного острова — заказника, який створений у верхів'ях Яузи. Він відомий з 1406 року, а у 1840 тут вперше в Росії було проведено лісовпорядкування. Лосиноостровський Державний природний парк займає площу понад 100 квадратних кілометрів.

## Культура, ЗМІ
У місті працює Митищинський історико-художній музей.
Засоби масової інформації міста представлені Митищинським інформаційним агентством, яке здійснює випуск п'яти газет: «Родники» (укр.: Джерела), «Мытищи», «Родники-ТВ» (укр.: Джереда-ТБ), «Добрые советы» (укр.: Добрі поради), «Молодежный вестник» (укр.: Молодіжний вісник) а також Митищинського радіомовлення. З 2000 року на території Митищинського району транслюється муніципальне телебачення «Родники-ТВ», з 2009 року воно виходить під назвою «ТВ-Мытищи».

## Пам'ятки історії та архітектури

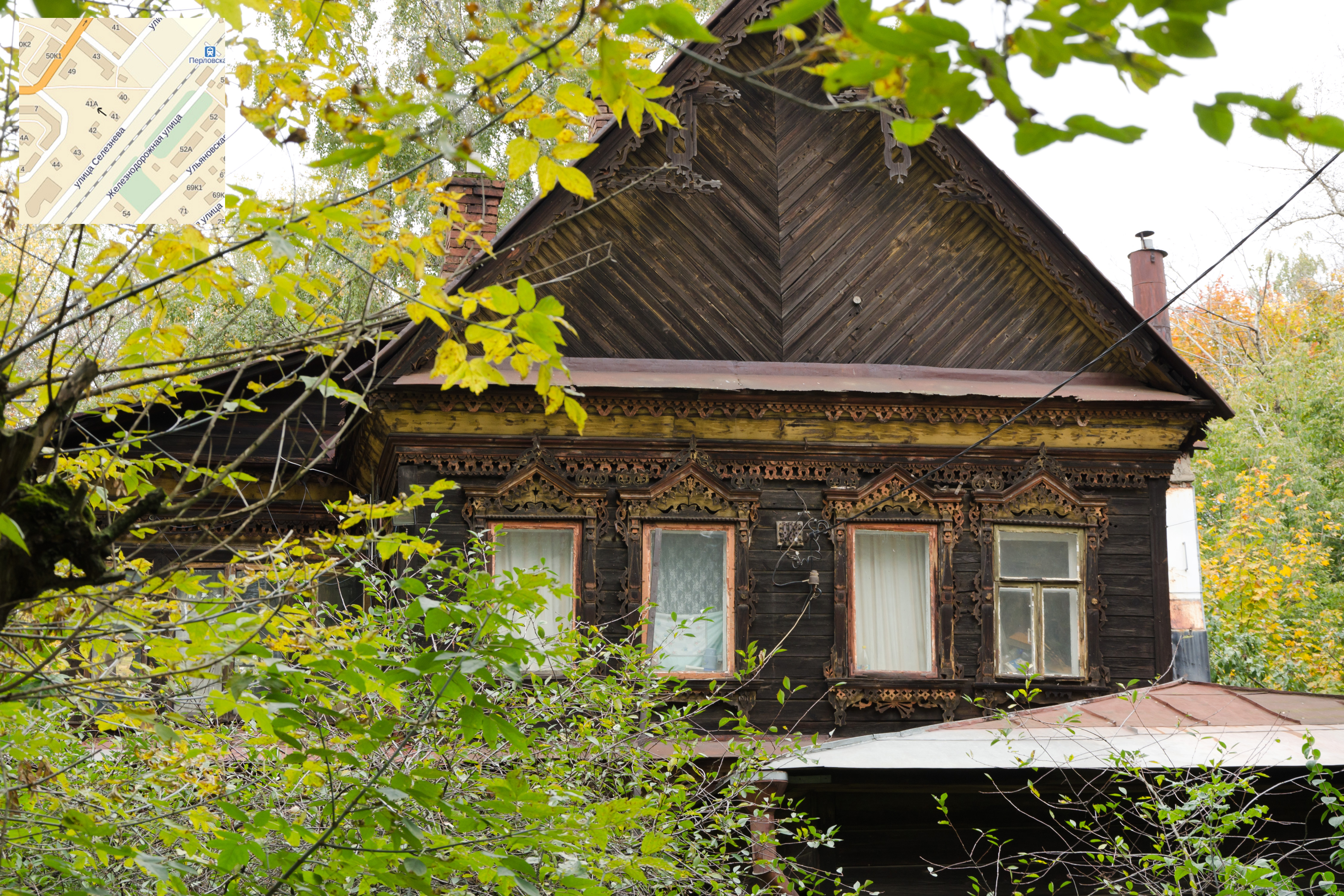
Дача Буянових

Місто не є багатим на пам'ятки історії та архітектури. Серед них найперше найстаріша церква Митищ — Благовіщення в Тайнинському (1677), яка була збудована за вказівкою царя Федора Олексійовича. Також у районі Великих Митищ збереглася Церква Ікони Володимирської Божої Матері церква (1713, московське бароко). Сучасне будівництво почалось у 1920-х роках, але вартий уваги лише Клуб вагонобудівного заводу (1929, конструктивізм)

Статус пам'ятки археології має розташоване на західній околиці міста селище Митищі-1 яке датується 15-18 ст. Також статус пам'яток архітектури мають будівля міського залізничного вокзалу (1911) та дві дерев'яні дачі купців Агеєвих та Буянових які датуються кінцем 19 — початком 20 століття

## Релігія
Хоча Митищі були засновані 4 століття тому і був одним з найбільших міст Московської області має лише три церкви: Благовіщення Пресвятої Богородиці у селі Тайнинське, Різдва Христового у селі Осташково і повернута РПЦ у 1991 році церква Володимирської Ікони Божої Матері. Лише літом 2000 року у центрі міста було закладено наріжний камінь у фундамент майбутньої церкви, її будівництво завершилось у грудні 2000 року — церква Пресвятої Богородиці. Однак у 2001 році почалось будівництво нової, більшої церкви, яку назвали на честь Різдва Христового

## Спорт
Хокейний клуб «Атлант» заснований у 2005 році. З 2005 по 2008 — «Хімік», з 2008 — «Атлант». Виступає у Континентальній хокейній лізі.
У групі «А» ІІІ дивізіону першості Росії з футболу місто представляє ФК «Олімпік»

Також популярним у місті є міні-футбол — у суперлізі першості Росії з міні-футболу місто представляє ФК «Митищі», який було створено у 2002 році. Найвище досягнення клубу: 8 місце у сезоні 2008-2009 рр. а також перемога у 2010 році у турнірі «Dina Open Cup»

Центром спортивного життя міста є спортивний комплекс «Арена-Митищі» який включає універсальний зал для міні-футболу, волейболу, баскетболу, гандболу площею понад 1000 квадратних метрів та глядацькими рядами на 112 місць.

## Персоналії
- Медведєв Юрій Миколайович (1920—1991) — радянський російський артист театру і кіно.

## Міста-партнери
- Ангарськ, Росія
- Барановичі, Білорусь
- Борисов, Білорусь
- Жодино, Білорусь
- Смолевичі, Білорусь
- Габрово, Болгарія
- Лекко, Італія
- Німбурк, Чехія
- Паневежис, Литва
- Плоцьк, Польща
- Чернігів (Україна) розірвав побратимські відносини через російську агресію[20]

## Галерея

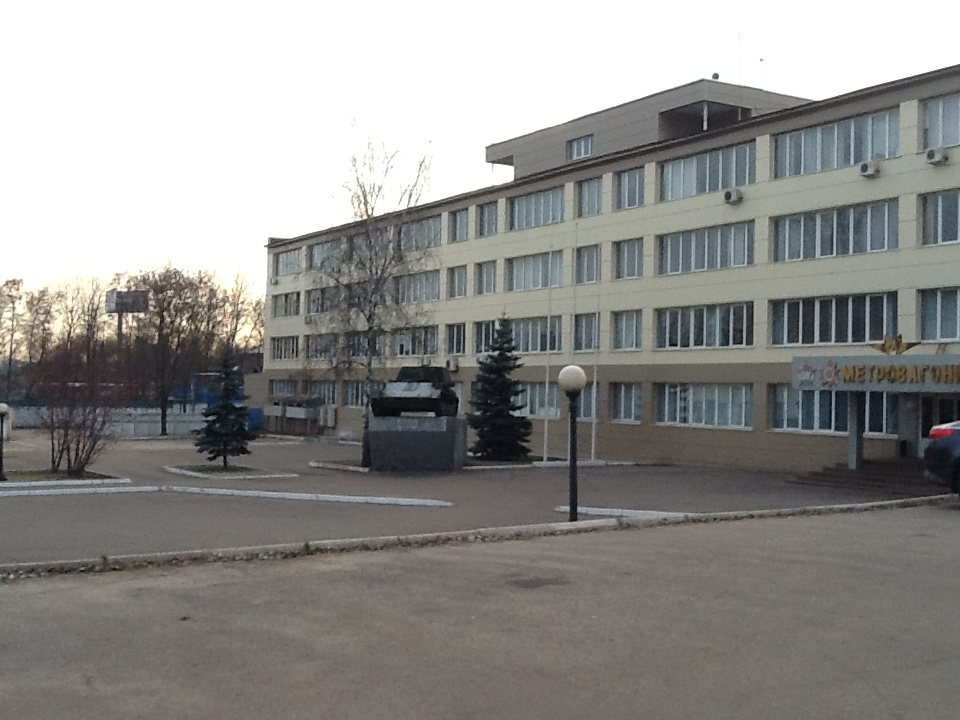
Одна з будівель "Метровагонмаш по вулиці Колонцова
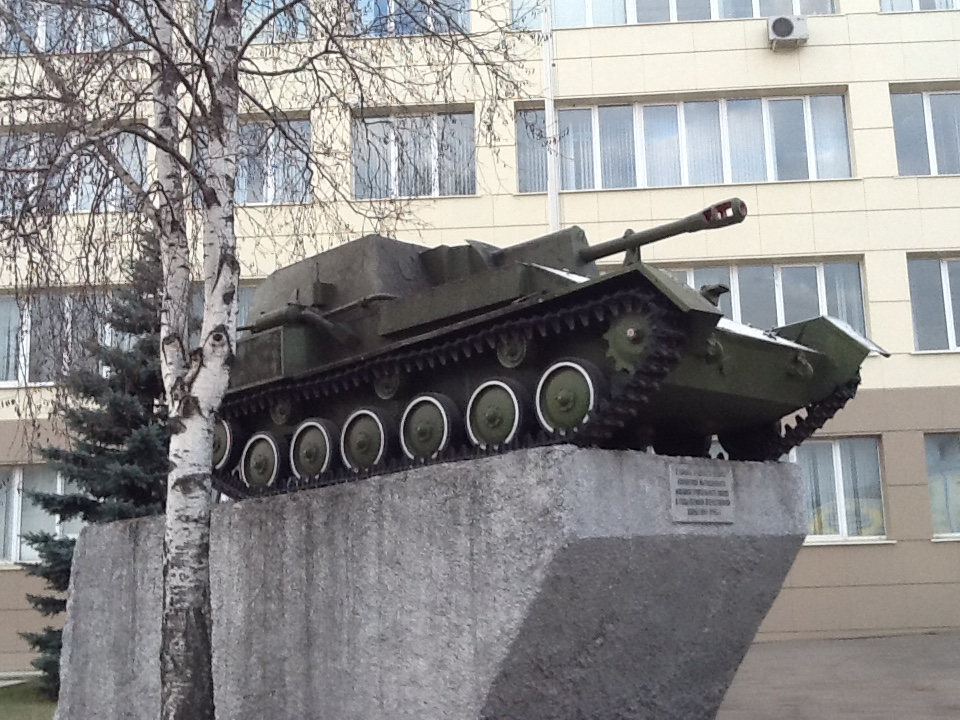
СУ-76 перед будівлею Метровагонмашу
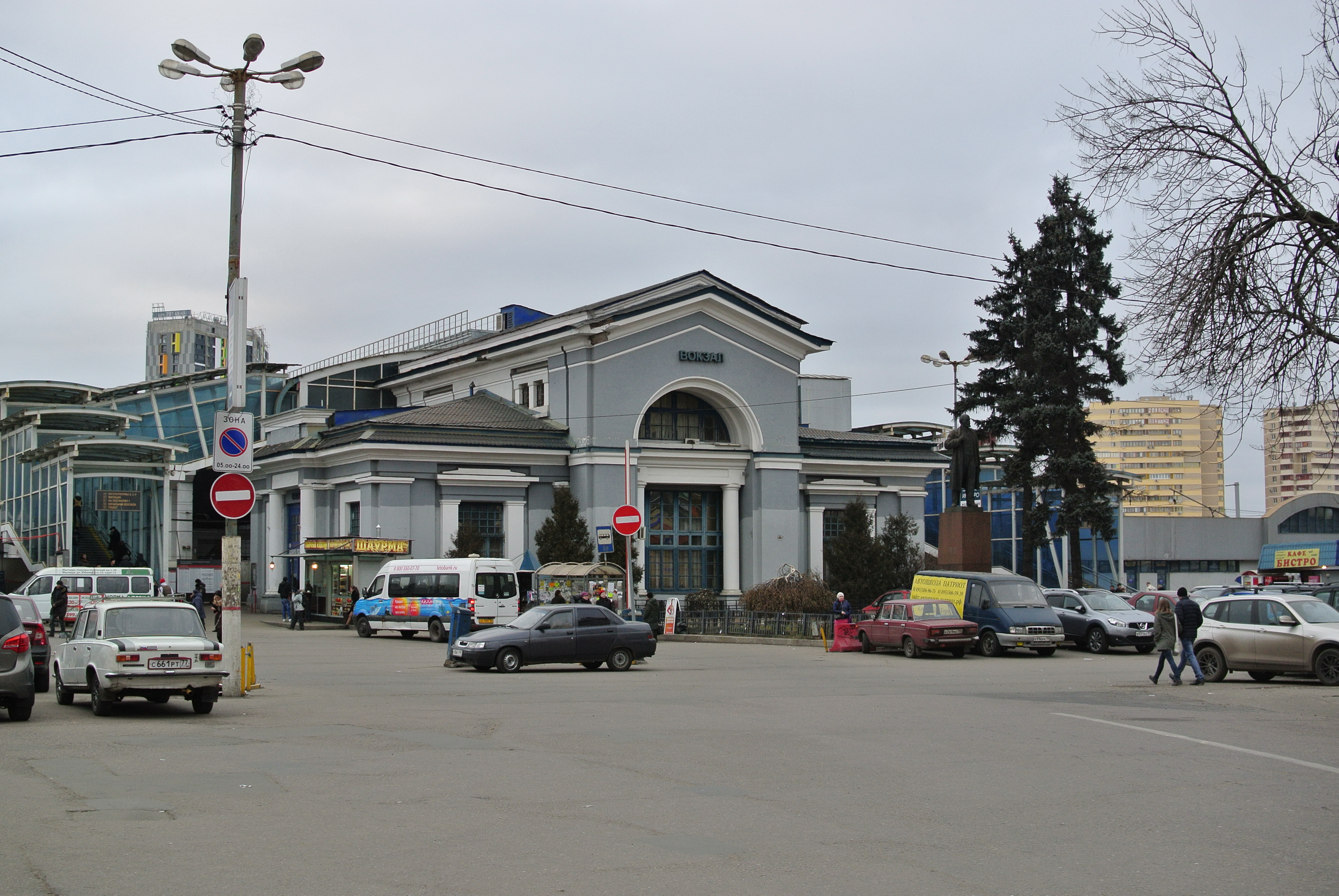
Вокзальна площа в Митища та стара будівля вокзалу
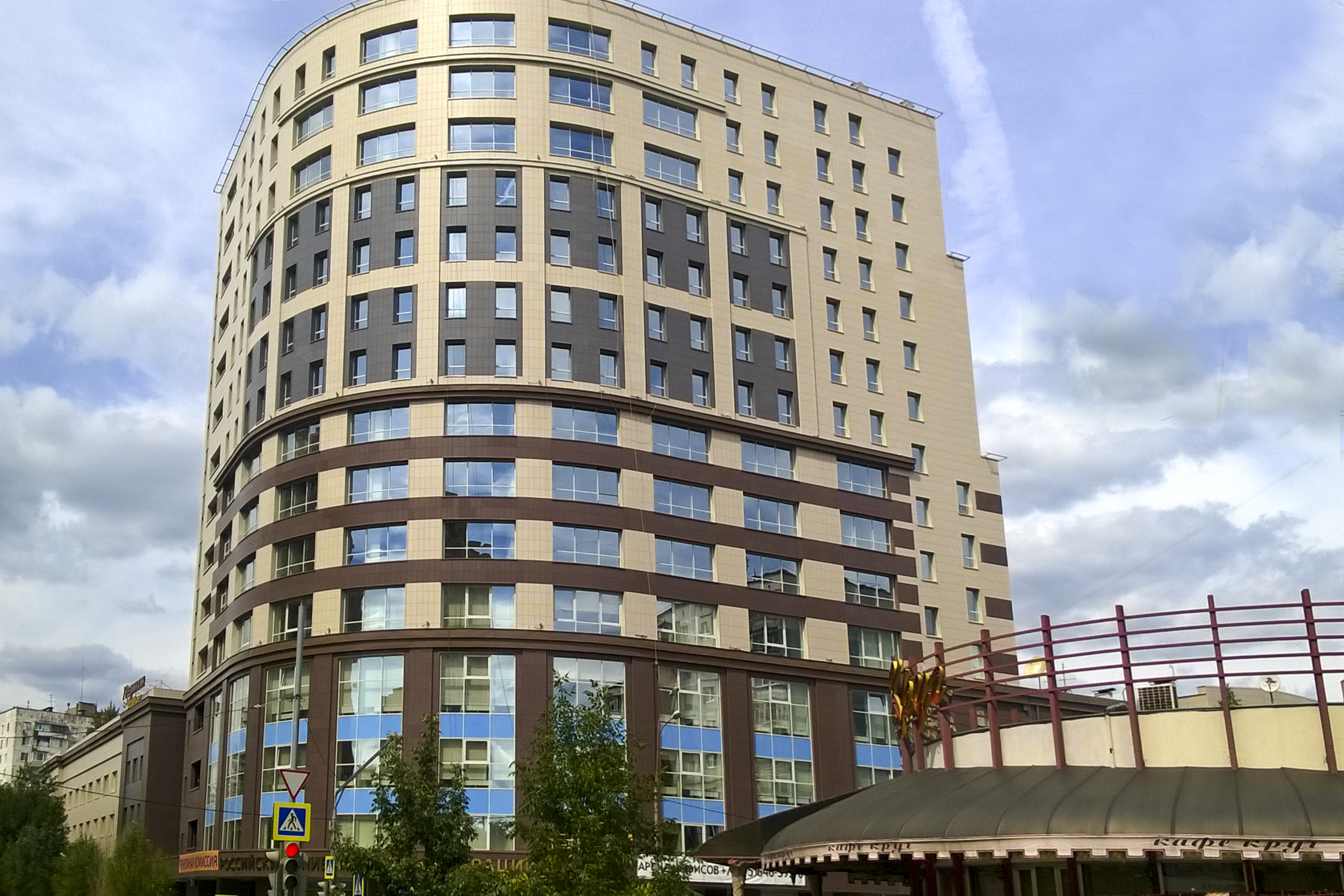